# Pyridoxal

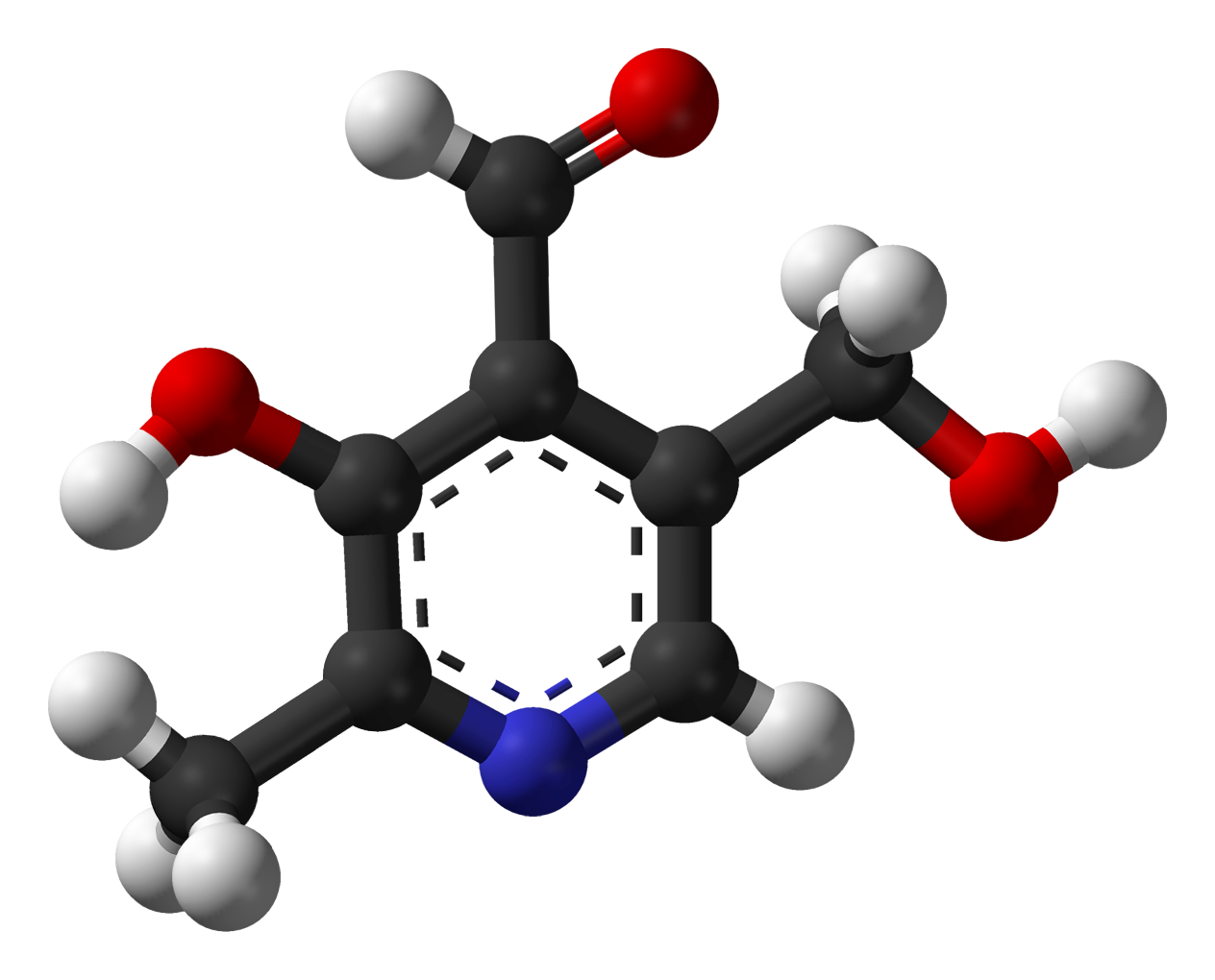

Pyridoxal is een van de verbindingen uit de vitamine B6-groep, waartoe ook pyridoxol en pyridoxamine behoren. 
Pyridoxal verschilt van pyridoxol en pyridoxamine door een andere groep op de 4-positie; namelijk een aldehydegroep in plaats van een hydroxymethylgroep bij pyridoxol en een aminomethylgroep bij pyridoxamine.
Pyridoxaalfosfaat wordt gevormd uit pyridoxaal en ATP, welke een belangrijke rol speelt in transamineringsreacties als co-enzym. Het pyridoxaalfosfaat bindt op de NH2 groep van het aminozuur, waarbij een aldimine wordt gevormd. In afwezigheid van het substraat is de aldehydegroep van pyridoxaalfosfaat als een schiff-base gevonden op de ɛ-aminogroep van een bepaald lysine in het actief centrum van het transaminase. Tijdens de aldimine-vorming blijft het apo-enzym via de fosfaatgroep aan de prosthetische groep gekoppeld. 
Pyridoxal is betrokken in de oudst gekende aerobische metabolische reactie op aarde, ongeveer 2.9 miljard jaar geleden, een voorloper van de zuurstofrevolutie.